# Pałac w Kościelnikach Średnich
Pałac w Kościelnikach Średnich – zabytkowy pałac w Kościelnikach Średnich – wsi w Polsce, w województwie dolnośląskim, w powiecie lubańskim, w gminie Leśna.

## Historia
Pałac wybudowany w XVIII w. jest częścią zespołu pałacowego, w skład którego wchodzi jeszcze park.